# Geir Jenssen
Geir Jenssen (ur. 30 maja 1962 w Tromsø) występujący także pod pseudonimem Biosphere – norweski muzyk tworzący w stylu ambient oraz muzykę elektroniczną. Pochodzi z Tromsø, 400 kilometrów na północ od koła polarnego. Pseudonim Biosphere pochodzi od nazwy stacji Biosphere 2 Space Station Project, zamkniętego szklanego budynku, zbudowanego na pustyni w Arizonie, w której badano możliwość stworzenia samowystarczalnej stacji kosmicznej; przez blisko dwa lata żyło w niej kilkanaście osób, zasadniczo odciętych od środowiska zewnętrznego. Mieszka w Tromsø.
Większości ludzi nieświadomie zna jego twórczość z reklamy marki Levi's, w której został użyty utwór „Novelty Waves” z drugiej płyty „Patashnik”. Jenssen zrobił też muzykę do filmów „Bezsenność” (reżyser Erik Skjoldbjærg) z 1997 roku, „Kill by Inches” (1999) oraz „Strip” (2000).
Pod koniec lat 80. Jenssen był członkiem grupy Bel Canto, która miała kontrakt z popularną w owym czasie, belgijską wytwórnią Crammed Disc, ale po dwóch płytach opuścił ją, by tworzyć muzykę samodzielnie. Wydawał też jako Bleep (cztery single i jeden album) oraz Cosmic Explorer. Jenssen jest alpinistą i fotografem.
Założyciel własnego wydawnictwa muzycznego Biophon Records.

## Dyskografia
- 1991 - Microgravity
- 1994 - Patashnik
- 1996 - The Best of Biosphere
- 1997 - Insomnia
- 1997 - Substrata
- 2000 - Cirque
- 2001 - Substrata / Man with a Movie Camera
- 2002 - Shenzhou
- 2004 - Autour de la lune
- 2005 - Dropsonde LP
- 2006 - Dropsonde CD
- 2011 - N-Plants
- L'incoronazione di Poppea (2012)
- Patashnik 2 (tracks recorded between 1992 and 1994) (2014)
- Das Subharchord EP (2014)
- Departed Glories (2016)
- Black Mesa EP (2017)
- The Petrified Forest (2017)

### Biosphere & Higher Intelligence Agency
- 1996 - Polar Sequences
- 2000 - Birmingham Frequencies

### Biosphere & Pete Namlook
- 1993 - Fires of Ork
- 2000 - Fires of Ork II

### Biosphere & Deathprod
- xxxx - Transperanza
- 1998 - Nordheim Transformed

## Nagrody i wyróżnienia
| Rok  | Kategoria                | Tytułem          | Nagroda          | Nota      | Źródło |
| ---- | ------------------------ | ---------------- | ---------------- | --------- | ------ |
| 2000 | Dance/hip-hop            | Cirque           | Spellemannprisen | Laur      | [ 2 ]  |
| 2002 | Elektronika              | Shenzhou         | Spellemannprisen | Nominacja | [ 2 ]  |
| 2004 | Elektronika/Samtidmusikk | Autor De La Lune | Spellemannprisen | Nominacja | [ 2 ]  |
| 2011 | Elektronika              | N-Plants         | Spellemannprisen | Laur      | [ 2 ]  |